# Зузана Кронерова
Зузана Кронерова (словац. Zuzana Kronerová, нар. 17 квітня 1952 року, Мартін, Чехословаччина) — словацька акторка.

## Життєпис
Донька словацького актора Йозефа Кронера (1924—1998) та акторки Терези Гурбанової-Кронерової (1924—1999).
Спочатку хотіла вчитися на філології, але в підсумку пішла до Братиславської вищої школи виконавського мистецтва за спеціальністю «акторська майстерність».
У 1974 році зарахована до трупи Театру для дітей та молоді в західнословацькому місті Трнава. У 1979 році перейшла до Братиславського театру Нова сцена. З 1991 року працює в Театрі «Асторка Корзо '90».
Брала участь в телепостановках і серіалах, в радіопостановках та дублюванні. Не раз номінувалася на кінопремії і ставала їх володаркою.
Одружена з Міланом Гладким, двоє дітей: Тереза Гладка (нар. 1986) та Адам Гладкий (нар. 1988).
Дядько Ян Кронер (1927—1986) і двоюрідний брат Янко Кронер (нар. 1956) — також актори.

## Вибрана фільмографія
- 1980: Годинники
- 1980: Демократи (Мілка)
- 1980: Зрада по-словацьки (Златка)
- 1981: Фенікс (Хельга)
- 1982: Карлючки (вчителька)
- 1982: Смерть пана Голужі (відвідувачка)
- 1990: Коли зірки були червоними (Бета Брезікова)
- 1996: Леа (Беата Палтіова)
- 2001: Дикі бджоли (Лішайова, Чеський лев найкращій акторці другого плану)
- 2003: Пупендо (Габалова)
- 2005: Щастя (тітка)
- 2007—2010: Приймальна в рожевому саду (Едіта Грегорова)
- 2010: Млин Габерманна
- 2014: Ангели буднів
- 2015: Домашній догляд (Міріам)
- 2016: Червоний капітан
- 2017: Жінка з льодом

## Дискографія, компіляції (вибірково)
- 2007 Великі актори співають для дітей — книга і CD — «Енігма», ISBN 978-80-969830-0-1 (на компакт-диску співають: Мілан Ласиця, Марош Крамар, Маріана Лабуда мол., Борис Фаркаш, Зузана Кронерова, Ондрей Коваль, Зузана Тлучкова, Соня Норісова, Франтішек Ковар, Гелена Крайчіова)

## Нагороди
- 2011 — лауреатка Кришталевого крила в галузі театрального та аудіовізуального мистецтва.